# Jan I van Lotharingen
Jan I van Lotharingen (februari 1346 - Parijs, 23 september 1390) was van 1346 tot aan zijn dood hertog van Opper-Lotharingen. Hij behoorde tot het huis Lotharingen.

## Levensloop
Jan I was de zoon van hertog Rudolf van Lotharingen en diens tweede echtgenote Maria van Blois, dochter van graaf Gwijde I van Blois. 
Hij was slechts zes maanden oud toen zijn vader in augustus 1346 sneuvelde in de Slag bij Crécy, de aanvang van de Honderdjarige Oorlog, en hij de nieuwe hertog van Opper-Lotharingen werd. Tijdens zijn lange minderjarigheid werd hij onder het regentschap geplaatst van zijn moeder en graaf Everhard II van Württemberg. In december 1353 huldigde hij keizer Karel IV van het Heilige Roomse Rijk, waarna hij benoemd werd tot luitenant-generaal van het keizerrijk in het Moezelgebied. In 1354 kreeg hij van koning Jan II van Frankrijk de toelating om zelfstandig te regeren, hoewel hij nog niet meerderjarig was. 
In 1356 en 1365 nam Jan I deel aan kruistochten van de Duitse Orde tegen het heidense grootvorstendom Litouwen. Op 19 september 1356 vocht hij aan de zijde van koning Jan II van Frankrijk in de Slag bij Poitiers, waarbij het Franse leger verpletterend werd verslagen. Jan I overleefde de veldslag en werd gevangengenomen door de Engelsen. Na zijn vrijlating assisteerde hij in 1358 de latere koning Karel V van Frankrijk in het neerslaan van de Jacquerie-opstand geleid door Étienne Marcel. Op 19 mei 1364 was hij aanwezig bij de kroning van Karel V in Reims, waarmee hij wilde aantonen dat hij de banden van Frankrijk en Lotharingen wilde versterken. 
Vervolgens vocht hij aan de zijde van zijn oom Karel van Blois in de Bretonse Successieoorlog tegen Jan van Montfort. Bij de Slag bij Auray op 29 september 1364 sneuvelde Karel echter, waardoor de Bretonse Successieoorlog eindigde en Jan van Montfort de onbetwiste hertog werd van Bretagne. Bij deze veldslag werd Jan I gevangengenomen.
De volgende jaren bleef hij de Franse koningen Karel V en Karel VI helpen in hun pogingen om de landerijen verloren door het Verdrag van Brétigny te heroveren, maar later distantieerde hij zich van het Franse hof. De oorzaken hiervan waren enerzijds de strooptochten van de Grandes Compagnies, bendes die na het Verdrag van Brétigny verwoestingen aanrichtten in Frankrijk en anderzijds de koninklijke ambtenaren die probeerden om de relatie tussen Jan en zijn vazallen te verslechteren. Dit zorgde er uiteindelijk voor dat Jan zich verzoende met hertog Filips de Stoute van Bourgondië.
In september 1390 stierf Jan in Parijs, waar hij zich moest verdedigen voor het Parlement nadat de inwoners van Neufchâteau hem hadden aangeklaagd voor machtsmisbruik.

## Huwelijken en nakomelingen
In 1361 huwde Jan met Sophia (1343-1369), dochter van graaf Everhard II van Württemberg. Ze kregen drie kinderen:
- Karel II (1364-1431), hertog van Lotharingen
- Ferry I (1369-1415), graaf van Vaudémont
- Isabella (overleden in 1423), huwde met heer Engelram VII van Coucy

Na het overlijden van zijn eerste echtgenote hertrouwde hij met Marguerite de Chini (overleden in 1372). Dit huwelijk bleef kinderloos.

## Voorouders
| Voorouders van Jan I van Lotharingen 1346-1390 | Voorouders van Jan I van Lotharingen 1346-1390                                 | Voorouders van Jan I van Lotharingen 1346-1390                                 | Voorouders van Jan I van Lotharingen 1346-1390                                 | Voorouders van Jan I van Lotharingen 1346-1390                                 | Voorouders van Jan I van Lotharingen 1346-1390                        | Voorouders van Jan I van Lotharingen 1346-1390                        | Voorouders van Jan I van Lotharingen 1346-1390                        | Voorouders van Jan I van Lotharingen 1346-1390                        |
| ---------------------------------------------- | ------------------------------------------------------------------------------ | ------------------------------------------------------------------------------ | ------------------------------------------------------------------------------ | ------------------------------------------------------------------------------ | --------------------------------------------------------------------- | --------------------------------------------------------------------- | --------------------------------------------------------------------- | --------------------------------------------------------------------- |
| Overgrootouders                                | Theobald II van Lotharingen (1263-1312) ∞ Isabella van Rumigny (1263-1326)     | Theobald II van Lotharingen (1263-1312) ∞ Isabella van Rumigny (1263-1326)     | Albrecht I (1255-1308) ∞ Elisabeth van Karinthië (1262-1312)                   | Albrecht I (1255-1308) ∞ Elisabeth van Karinthië (1262-1312)                   | Hugo II van Blois (1258-1307) ∞ Beatrix van Dampierre (1272-1304)     | Hugo II van Blois (1258-1307) ∞ Beatrix van Dampierre (1272-1304)     | Karel van Valois (1270-1325) ∞ Margaretha van Anjou (1273-1299)       | Karel van Valois (1270-1325) ∞ Margaretha van Anjou (1273-1299)       |
| Grootouders                                    | Ferry IV van Lotharingen (1282-1328) ∞ 1302 Elisabeth van Habsburg (1285-1352) | Ferry IV van Lotharingen (1282-1328) ∞ 1302 Elisabeth van Habsburg (1285-1352) | Ferry IV van Lotharingen (1282-1328) ∞ 1302 Elisabeth van Habsburg (1285-1352) | Ferry IV van Lotharingen (1282-1328) ∞ 1302 Elisabeth van Habsburg (1285-1352) | Gwijde I van Blois (-1342) ∞ Margaretha van Valois (1295-1342)        | Gwijde I van Blois (-1342) ∞ Margaretha van Valois (1295-1342)        | Gwijde I van Blois (-1342) ∞ Margaretha van Valois (1295-1342)        | Gwijde I van Blois (-1342) ∞ Margaretha van Valois (1295-1342)        |
| Ouders                                         | Rudolf van Lotharingen (1320-1346) ∞ 1334 Marie van Blois (1323-1363)          | Rudolf van Lotharingen (1320-1346) ∞ 1334 Marie van Blois (1323-1363)          | Rudolf van Lotharingen (1320-1346) ∞ 1334 Marie van Blois (1323-1363)          | Rudolf van Lotharingen (1320-1346) ∞ 1334 Marie van Blois (1323-1363)          | Rudolf van Lotharingen (1320-1346) ∞ 1334 Marie van Blois (1323-1363) | Rudolf van Lotharingen (1320-1346) ∞ 1334 Marie van Blois (1323-1363) | Rudolf van Lotharingen (1320-1346) ∞ 1334 Marie van Blois (1323-1363) | Rudolf van Lotharingen (1320-1346) ∞ 1334 Marie van Blois (1323-1363) |